# Coupe de Brunei de football
La Coupe de Brunei de football, appelée FA Cup, est la coupe nationale de Brunei, qui oppose les clubs professionnels de football du pays. Elle est organisée chaque saison depuis 2002. Le club de MS ABDB (Angkatan Bersenjata Diraja Brunei, club de l'armée) est le plus titré dans la compétition avec sept victoires, il a également perdu en finale lors de trois autres éditions disputées.

## Palmarès
| Année                   | Vainqueur    | Score              | Finaliste    |
| 2002                    | Wijaya FC    | 1 - 0              | MS ABDB      |
| 2003                    | MS ABDB      | 3 - 0              | Kota Rangers |
| 2004                    | DPMM Brunei  | 0 - 0 3 - 1 t.a.b. | MS ABDB      |
| 2005-2006               | AH United    | 2 - 2 4 - 3 t.a.b. | MS ABDB      |
| 2006-2007               | Non disputée | Non disputée       | Non disputée |
| 2007-2008               | MS ABDB      | 1 - 0              | Wyjaya FC    |
| 2008-2009               | Non disputée | Non disputée       | Non disputée |
| 2009-2010               | MS ABDB      | 2 - 1              | QAF FC       |
| 2010-2011               | Non disputée | Non disputée       | Non disputée |
| 2012                    | MS ABDB      | 1 - 0              | Indera FC    |
| 2013                    | Non disputée | Non disputée       | Non disputée |
| 2014-2015 (4 jan. 2015) | MS ABDB      | 2 - 0              | Najip FC     |
| 2015 (19 déc. 2015)     | MS ABDB      | 3 - 2              | Indera FC    |
| 2016                    | MS ABDB      | 1 - 0              | Najip FC     |
| 2017-2018               | Indera SC    | 2 - 0              | MS PDB       |
| 2019                    | Kota Rangers | 2 - 1              | MS PDB       |
| 2020                    | Non disputée | Non disputée       | Non disputée |
| 2021                    | Non disputée | Non disputée       | Non disputée |
| 2022                    | DPMM FC      | 2 - 1              | Kasuka FC    |